# 악튜러스 등장인물
다음은 게임 악튜러스 등장인물들이다.
- 엔딩 캐스트 부분 순서와 영어 표기를 따랐다. 기타는 캐스트에 나오지 않는 인물들이다.
- 나이는 악튜러스 공식 홈페이지에 나온 대로 썼지만 언제 나이인지 알 수 없다.
- 년도는 따로 적지 않았다면 제국력이다.

## 메인 캐릭터
시즈 플레어(Sizz Flair)17세, 남자. 어디서 태어났는지는 알 수 없으며, 샛별 악튜러스의 정기를 타고 났다 하여 엠펜저가 722년 11월 1일에 라그니 마을로 데리고 왔지만 엠펜저가 죽으면서 플레어 부부 밑에서 자라게 된다. 엠펜저를 물리친 센크라드는 시즈가 20살이 될 때까지는 사람을 죽이거나 마법을 배우지 않아야 보통 사람이 될 것이라 하였다. 시즈가 어렸을 때부터 시즈의 어머니(쉐라 플레어)가 여자 옷도 입히고 화장이나 여자 장신구를 달아주는 것을 즐기며 키워 여자 같은 외모가 되었고 덕분에 처음 만난 사람이 남자라고 알기는 힘들다. 그래서인지 소심한 성격과 자신없는 말이 입에 붙은 주인공. 시즈의 어머니는 시즈가 10살 때 교회의 탐욕스러운 주교에게 항명했다는 이유로 고문을 당해 죽는데 그 이후로 시즈의 아버지(데릭 플레어)가 술과 노름으로 지내고 그 모습을 보고 자란 시즈의 마음속에도 교회에 대한 반감이 키워져왔다. 원래 시즈의 아버지는 검과 무용담을 즐기는 호남이었기 때문에 집은 무기점을 하고 있다. 그렇지만 지금은 아버지가 반 폐인 상태이기 때문에 가게는 주로 시즈가 돌보고 있다. 친구라고는 같은 마을에서 나고 자란 마리아 뿐인데, 시즈는 마리아에게 고민이나 여러 가지 이야기를 많이 털어 놓는 편이지만 마리아는 주로 시즈를 이용해먹는 관계. 어머니의 묘지가 있는 땅이 교회에 팔려 나가자 마리아와 같이 라그니 마을에서 나와 타이니에 눌러 앉으려 했으나 도둑 아르레스 자매로 오해받아 얼결에 사람(왕국 궁전 제4 마도사)을 죽이고 도망쳐 나와 만난 아이스파인에게 마법을 배운다. 또 마르튀니에서 만난 엘류어드, 텐지와 같이 달란트를 찾으러 대륙을 돌아 다니다가 느부갓네살에서 정신을 잃고 미쳐버린다(절대선의 육체에서 절대악이 떨어져 나왔다, 덕분에 이때 남자다운 외모가 된 듯하다). 센크라드의 봉인으로 이성을 유지하고, 이후 여러 난관을 거쳐 비요른과 배후 엘리자베스 바소리를 무찌른다. 아후라 마즈다와 계약이 끝나 평범한 인간으로 되돌아 가며 여자가 된다. 이후 라그니 마을에서 아이와 같이 산다.
마리아 케이츠(Maria Kates)17세, 여자.
텐지(Tenzi)(본명- 카를 페트라르카(Karl Petrarca))
엘류어드 본 하인베르그(Elluard von Heinberg)
셀린(Celine)(이재숙)
아이 자라투슈트라(Ai Zarathustra)
피치 아르세스(Peach Aarseth)캐럿 아르세스와 자매. 유명한 도적자매로 캐럿과 함께 이름을 떨치고 있다. 피치와 캐럿은 어머니는 같지만 아버지는 다른 이복자매인데, 이복 딸인 자신에게는 싸늘하게 대하고 친딸인 캐럿에게는 친절하게 대한 이복 아버지와 그 친절을 받은 캐럿을 미워했지만, 이복아버지에게 독약을 뿌리고 집을 뛰쳐나올때 얼떨떨하게 뛰쳐나온 캐럿과 서로 의지하며 살고있다.
캐럿 아르세스(Carrot Aarseth)피치 아르세스와 자매. 역시 유명한 도적으로 이름을 떨친다. 피치와는 아버지가 다른 이복자매. 그 덕분에 피치에게 구박을 많이 당했지만 지금은 서로에게 의지하며 살고있다.
위스텐 크로이체르(Ojsten Kreutzer)
아이스파인(Eispein)(본명- 엠펜저 람스타인(Empenza rammstein))
엘리자베스 바소리(Elizabeth Bathory)(이현기)

## 서브 캐릭터
레이그란츠 본 하인베르그(Leighrant von Heinberg)
가일 마로비츠(Gail Marowitz)(수상보좌관)알브레히트 수상을 그림자처럼 따르는 수상보좌관. 여섯 노인들과 수상과의 관계를 알고 있는 유일한 사람이다. 입이 무겁고 묵묵히 맡은 일을 열심히 해내기 때문에 수상이 비밀을 공유할 수 있는 단 한사람이기도 하다. 그러나 알브레히트수상을 배신하여 레이그란츠에 빌붙어 연명한다. 엘류어드가 프로셀로나 군을 이끌고 세테판을 공격할 때 마주하게 되고 궁지에 몰리자 사람을 실험체로 삼아 만든 괴물 두기를 꺼내 싸우게 하나 그 괴물에게 먹힌다.[보충설명필요]
데릭 플레어(Derrick Flair)시즈의 아버지. 과거 영웅 센크라드를 도와 역적 엠펜져 람스타인을 처단했다는 무용담을 입버릇처럼 말하고 다니는 중년남자로 실제로도 검솜씨가 보통사람 이상이며 무기와 갑옷을 좋아해 무기점을 경영하고 있다. 그의 아내인 쉐라 플레어는 시즈가 어렸을 때 교의 수발을 들 미소년을 구하러 나온 관원들에게 저항하다가 교회로 끌려가 고문끝에 죽임을 당했는데, 이후에 술과 도박에 빠져 폐인이 되었다. 사도가 나타나고 대혼란속에 죽게된다.
쉐라 플레어(Sherah Flair)시즈의 어머니. 시즈가 어렸을때부터 여자아이처럼 길러 시즈가 지금처럼 자라게 되는데 영향을 주었다고 한다. 시즈가 12세가 되는 해, 주교의 수발을 들 미소년을 구하러 나온 관원들에게 저항하다가 교회로 끌려가 고문끝에 죽임을 당했으며, 남편인 데릭 플레어는 이 사건으로 인해 폐인이 된다.
슈(Sue)
알브레히트 본 하인베르그(Albrecht von Heinberg)
쟈크 드 모레이(Jacques De Molay)
Sempe(공화국 '과학의 아버지' 이자 쟈크 드 모레이의 선조인 상페 드 모레이일 가능성이 높다.)
바이올렛(Violet)텐지가 카이에른 섬에서 유배생활을 할 때 만나게 된 섬처녀. 바이올릿과 텐지는 장래를 약속했으나 바이올릿의 어머니는 텐지의 출신성분이 불길하므로 세태에 따라 언제 주변사람까지 화를 입을지 몰랐으므로 그들의 관계를 극구 반대했다. 텐지가 우여곡절 끝에 제국의 황제로 즉위했을 때, 텐지는 바이올릿을 잊지 못해 퇴위하는 순간까지 국혼을 치루지 않았다. 어리숙했던 텐지에 비해 외향적이고 활달한 성격의 여자. 텐지가 제위에서 퇴출되었을때, 새 황제로 즉위했던 다인은 노바우텐에게 카이에른 섬의 텐지 주변인물들을 죽이게 했는데, 불행히 바이올렛 역시 그 중에 속해있었다.
다인 페트라르카(Dain Petrarca)
악셀 루디 펠(Axel rudi pell)남. 베어먼의 충복이며 그리트교. 매우 큰 칼을 사용했으며 하얀 긴머리 때문에 백발마인이라는 별명이 붙었다. 사데 비밀 장소에서 시즈와 아이에게 죽는다. 이름은 기타 연주자 엑셀 루디 펠(Axel Rudi Pell)에게서 따온 듯하다.
그랑데(Granduer)
그란츠 & 허스 (Grantz & Huss)그란츠는 공화국 자유동맹국 소속 중위이며, 허스는 그의 동료이다. 여자앞에서 허풍떨기를 좋아하지만 대단한 겁쟁이었다 하며 엘류어드를 미워한다. 시즈 일행이 타이니 호텔에서 묵을 때 여자가 한달에 한번걸리는 마법(?)에 걸려 기분이 몹시 안좋은 마리아에게 치근덕대다가 마리아에게 죽는다.
안나(Anna the Fortuneteller)검은 옷의 용사를 찾고 있는 젊은 점술사. 운명이나 점성술과는 관계없이 순전히 그에 대한 연정때문인 것으로 보인다.
핫센(hassen)라그니 마을의 공동농장에서 일하는 농부. 젊은 시절 아내는 아이와 함께 도회로 떠나버려서 고모님과 함께 살고 있다. 낙천적인 성격이며 트레이드마크로 콧수염을 기른 유쾌한 아저씨.
브랜든(Brandon)도구점 옆집의 사냥꾼. 아이들을 모아놓고 허세부리기를 좋아한다. 딸 엘라와 아내와 함께 살고있다.
리브 크리스틴(Liv Kristine)전 황제 아스테라의 아내. 아스테라가 붕어하자 태황후로 책봉되었다. 원래 동성파의 수장이었던 오토 스코체니의 딸로써 동성파의 입지를 강화시키기 위한 정략결혼으로 702년 국혼을 치루어 황후가 되었다. 제국력 710년 동성파가 실각하고 서림파가 득세하면서 황국내에서의 입지가 매우 좁아져 724년 아스테라 황제의 붕어 직후 서림파의 강요에 의해 카이에른에서 유배중이던 카를 페트라리카를 새 황제로 즉위시키는 칙서를 써야 했으며 허수아비 황제 카를을 싸고있던 서림파에 의해 727년 폐위되어 황궁밖으로 폐출되었다. 후에 다인 페트라리카가 폐위되고 카를 페트라리카가 황제에 다시 올랐을 때 다인을 숨겨주었다.
노바우텐(Novauthen Breeze)카를 황제(텐지) 제위시 부정한 축재를 일삼다가 칙명으로 유배된 하급관리. 후일, 폐위되어 은둔하고 있던 카를(텐지)을 발견하여 복수하려고 했으나 실패하고, 카를(텐지)은 마르튀니로 튄다.
지오 자라투슈트라(Zio Zarathustra)그리트교를 창시했던 자라투슈트라의 후손이자 아이 자라투슈트라의 아버지로, 교주직을 대대로 세습하는 전통에 따라 그리트교의 교주가 되었다. 선조의 유언과 계시에 따라 어둠의 힘이 밀려들어옴을 느끼고 지하에 숨어 활동하던 교단을 지상으로 끌어올리려는 시도를 하다가 교단 내 배신세력의 밀고로 왕국의 수도 바아라에서 처형되었다.
피터 콜맨(Peter Coleman)
제라드 마긴(Gerhard Magin)
라비아 스피겔(Lavia Spiegel)
도르가 다비다(Dorcas Tobitha)1장 베르가모의 점쟁이
윌커슨(O"jilkekson)그리트교에 투신한 센크라드가 가장 믿는 충복. 센크라드와 바아라에서 순교한 전 교주 지오 자라투슈트라에 대해 절대적인 신뢰를 가지고 있다.
아론 에밀(Aaron emile)
쿠스코 에밀(Cusco emile)
누이크 그나흐쳐(Nyuk Gnahchor)
마티얀슨 비얀슨(Matthias Bjamson)베르가모에 사는 청년으로 공화국 서부지역 프로셀로나 청년 단원이었던 형의 죽음이 동부지역의 음모라고 믿고, 형의 복수를 하기 위해 달란트의 마력을 이용해 700년전에 죽은 아케나톤을 부활시킨다. 그러나 아케나톤은 마티얀슨이 깝죽댄다며 죽여버린다.
데네브 (Deneb)마티얀슨 비얀슨의 애인. 마법을 쓸줄 아는 법인류로, 친구가 없던 마티얀슨에게 유일하게 친절하게 대해주었다. 이름은 백조자리의 알파성인 데네브에서 따온 듯 하다.
아케나톤(Akhenaton)옛 발켄스발드 지역을 다스리던 영주. 신세기력 1255년 대륙의 혼란기를 틈타 대륙 서부를 다스리던 영주들을 모아 칠인공화정 건국위원회를 구성하여 그 초대 대통령이 된다. 그 후 8년으로 지정되어있는 자신의 임기를 연장시키기 위해 헌법 개정등을 무리하게 추진하여 다른 여섯 영주와의 마찰을 빚다가 결국 제국의 지원을 받아 독자적인 정치세력화를 꾀하게 된다. 여섯 영주와의 전쟁에서 패한 아케나톤은 결국 제국력 15년 발켄스발드 고성에 감금되어 죽는다. 후에 마티얀슨 비얀슨이 달란트의 마력을 이용해 아케나톤을 부활시켰으나 아케나톤에 의해 살해당하고 달란트를 찾아온 시즈일행과 아케나톤이 싸우게 되는데, 아케나톤이 패하는듯 하지만 다시 멀쩡히 부활해 싸우려 할 때 셀린의 은화살에 다시한번 죽게된다.
비요른 륭스트롬(Bjorn Lungstrm)
스티안 아쉬타드(Stian Aarstard)
브뤼냐르 트리스탄(Btynjard Tristan)카를이 잠저 카이에른에 유배되어 있을 때 그를 콘스텔라리움까지 데려갔던 제국군 장교. 이후 카를이 폐위되는 순간까지 그를 보호했던 충신이다. 카를 폐출 후 공화국으로 망명하여 위험하거나 고가의 화물등을 수송해주고 돈을 받는 운송업으로 연명하고 있다.
크리스찬 슐츠(Christian Schultz)
샤그라 마르크룬드(Shagrah Marklund)(화편복왕)
빈테르쇠르그(Vintersorg)(광검왕)
다니엘 후레드릭손(Daniel Fredriksson)(금모사왕)
시아 헤드마르크(Cia HedMark)(뇌격왕)
나가쉬 아르세스(Nagash Aarseth)(독약왕)
팔 페트라르카(Pal Petrarca)신세기력 1253년 제국과 전쟁을 선포하고, 신세기력 1259년 아시리아 제국을 세우고 황제가 된다. 죽음이 두려워서 별 모양의 수도 콘스텔라리움을 지어 영생을 꿈꾸었으나 실패하고, 죽음을 두려워 한 나머지 느부갓네살을 짓는다.
센크라드(Senkrad Vladimir)
올렉산드르 포드라비네크(Aleksandr Podrabinek)옛 일랜드성의 성주. 농업을 장려했으며, 중립적인 외교로 일랜드의 영지를 지켜냈으나 파벌싸움에 의해 암살당한다.
치바제 올렉산드르 포드라비네크(Chivadze Aleksandr Podrabinek)올렉산드르 포드라비네크의 아들이자 일랜드성의 영주. 아버지의 죽음으로 대인기피증에 시달렸으며 성장기에는 오컬트에 심취하게 된다. 아버지와 달리 무능한 통치력과 흉년으로 인해 일랜드의 주민 모두가 영지를 떠나게 되었고, 홀로 죽음을 맞았다고 알려져있다.
에바(Eva)라오게데아 근방 일랜드성 내부에 있던 유령.
베어먼(Behman)

## 기타
아후라 마즈다
카자마무너진 느부갓네살에서 셀린을 데려다 기른다. 게임 마지막 부분에 누군가와 같이 살고 있는 듯한 장면이 나온다.
티타쿠니스칸신세기력 1152년 부족 국가의 통치자. 스스로 신의 후계자라 하며 황금사원(티타쿠니스칸 황금사원)을 세운다. 게임의 황금사원에는 아직도 밝혀지지 않은 부분이 있다.
검은 옷의 용사라그니 마을에 온 적이 있는 용사. 자신의 과거를 모두 지울 수 있는 약속의 땅으로 간다. 안나와 아는 사이인 듯하다. 같은 사람인지는 모르겠으나 베르가모에서 어떤 꼬마가 740년 5월에 검은 옷의 용사에게 오뜨클레르를 훔쳤다고 한다. 원래는 좀 더 비중이 있었으나 개발기간이 짧아서 없어졌다는 소문이 있다.
브리즈(Breeze)텐지가 게르나 고원에서 은둔생활을 할 때 알게 된 소녀. 브리즈의 권유로 카를은 브리즈의 아버지인 더크에게 9년동안 창봉술을 배웠다. 사도가 사라지고 대혼란이 끝난뒤에도 게르나 고원에서 목장일을 하고있다.